# Carl Ciarfalio
Carl Nick Ciarfalio (n. Alhambra (California), Estados Unidos, 12 de noviembre de 1953) es un stuntman y actor estadounidense de ascendencia italiana.

## Premios
| Año  | Premios                    | Categoría                                                              | Película               | Resultado |
| ---- | -------------------------- | ---------------------------------------------------------------------- | ---------------------- | --------- |
| 1985 | Stuntman Awards            | Best Fight Sequence (Television)                                       | Knight Rider           | Ganador   |
| 2013 | Screen Actors Guild Awards | Outstanding Action Performance by a Stunt Ensemble in a Motion Picture | The Amazing Spider-Man | Nominado  |